# مارلیس نگو ندومبوک
مارلیس نگو ندومبوک (انگلیسی: Marlyse Ngo Ndoumbouk؛ زادهٔ ۳ ژانویهٔ ۱۹۸۵) بازیکن فوتبال اهل کامرون است.
از باشگاه‌هایی که در آن بازی کرده‌است می‌توان به اس‌سی سند و باشگاه فوتبال نانسی اشاره کرد.
وی همچنین در تیم ملی فوتبال زنان کامرون بازی کرده‌است.